# Поль Каба Тьєба
Поль Каба Тьєба (28 липня 1960 , Бобо-Діуласо ) — буркінійський економіст і політик, прем'єр-міністр Буркіна-Фасо (6 січня 2016—19 січня 2019).
Призначено невдовзі після того як Рок Марк Крістіан Каборе обійняв посаду президента.
Раніше він працював у Центральному банку західноафриканських держав та Західноафриканському валютному союзі.

## Раннє життя та освіта
Поль Каба Тьєба народився 28 липня 1960 року у Бобо-Діуласо, Верхня Вольта.
Тьєба здобув освіту рівня BAC C у ліцеї Філіпа Зінди Каборе в Уагадугу у червні 1979 року.
У червні 1982 здобув ступінь BBA, а рік потому і ступінь MBA в Університеті Уагадугу.
У червні 1984 року здобув диплом з підвищення кваліфікації (DEA), а у грудні 1987 року — докторську ступінь в Університеті П'єра Мендес-Франс.
У грудні 1988 року він закінчив Паризький університет Декарта з дипломом про вищу спеціалізовану освіту (DESS) з банківської справи та фінансів.

## Кар'єра
Вересень 1998 — липень 2000 рр голова валютної служби Центрального банку західноафриканських держав (BCEAO).
Липень 2000 — грудень 2006 рр обіймав посаду помічника директора з фінансових операцій.
Січень 2007 — грудень 2008 обіймав посаду директора з фінансових операцій.
Січень 2009 — грудень 2011 обіймав посаду радника директора Департаменту загальних питань, а з січня 2012 року радник головного операційного директора.
Лютий 2014 — січень 2016 обіймав посаду директора-розпорядника Фонду фінансової стабільності Західноафриканського валютного союзу.

## Прем'єр-міністр
Тьєба був призначений прем'єр-міністром президентом Рохом Марком Крістіаном Каборе 6 січня 2016 року, невдовзі після того як Каборе обійняв посаду президента.

Під час його прем'єрства, 15 січня 2016, бойовики «Аль-Каїди» напали на готель «Splendid» в Уагадугу.
Сили безпеки штурмували готель.
Звільнено понад 30 людей, понад 20 загинули.
Під час перестановок у кабінеті 20 лютого 2017 року чисельність уряду Тьєба було дещо розширено з 29 до 32 міністрів.
19 січня 2019 року Тьєба та весь його кабінет подали у відставку, про що було оголошено в телевізійній заяві президента Каборе. Причин для відставки не надано.